# Роуън Бланшард
Роуън Елинор Бланчард (на английски: Rowan Eleanor Blanchard) е американска актриса. Известна е с ролята си на Райли Матюс в сериала на Дисни Ченъл „Райли в големия свят“. Роуън Бланшард също така изпълнява ролята на Ребека Уилсън в „Деца шпиони: Краят на времето“ (2011)

## Биография и творчество
Родена е на 14 октомври 2001 г. в Лос Анджелис, Калифорния, САЩ. Родителите ѝ Елизабет и Марк Бланшард–Болбол са инструктори по йога. Дядо ѝ по бащина линия е имигрирал от Близкия изток, а баба ѝ има предци от Англия, Дания и Швеция. Роуън е кръстена на добрата вещица от романа на Ан Райс The Witching Hour. Има по-малка сестра – Кармен и малък брат – Шейн.
Започва кариерата си на петгодишна възраст. Избрана е да участва като дъщерята на Мона във филма „The Back-up Plan“ през 2010 г. и изиграва главната женска роля в сериала на Disney Junior Dance-A-Lot Robot. През 2011 г. участва в ролята на Ребека Уилсън във филма „Деца Шпиони: Краят на времето“ и като Ракел Пачеко в Little In Common. В края на лятото на 2013 г. Роуън е избрана за ролята на Райли Матюс в сериала на Дисни „Райли в големия свят“. Тя изпълнява заглавната песен Take on the world заедно с партньорката си Сабрина Карпентър. Главната героиня Райли Матюс е дъщеря на Кори и Топанга Матюс от сериала Кори в големия свят. Тя е главен член на Disney Channel Circle of Stars.
В началото на януари 2015 г. Роуън е избрана за ролята на Клео в оригиналния филм на Дисни „The Invisible Sister."

## Активизъм
Роуън Бланчард е отявлен активист в области като феминизма, правата на човека, насилието с огнестрелни оръжия. Докато повечето ѝ коментари по тези въпроси са публикувани в социалните мрежи Twitter, Instagram и Tumblr, тя е говорила и пред Женския ООН и годишната конференция на националния комитет на САЩ като част от феминистичната кампания #TeamHeForShe. През 2015 г. Бланчард публикува въздействащо есе за феминизма в профила си в Tumblr.

## Личен живот
През януари 2016 г. в серия от туитове Бланшард заявява, че въпреки че е „харесвала момчета преди“, тя е отворена към „това да харесва всеки пол“ и съответно се определя като куиър.

## Филмография

### Филми
| Година | Заглавие                            | Роля                     |
| ------ | ----------------------------------- | ------------------------ |
| 2010   | The Back-up Plan                    | 7-годишното дете на Мона |
| 2011   | Little in Common                    | Ракел Пачеко             |
| 2011   | Spy Kids: All the Time in the World | Ребека Уилсън            |
| 2016   | A World Away                        | Джесика                  |

### Телевизия
| Година       | Заглавие              | Роля         |
| ------------ | --------------------- | ------------ |
| 2010         | Dance-A-Lot Robot     | Кейтлин      |
| 2014–present | Girl Meets World      | Райли Матюс  |
| 2015         | Best Friends Whenever | Райли Матюс  |
| 2015         | Invisible Sister      | Клео Ийстман |

## Награди и номинации
| Година | Награда                   | Категория                                                        | Творба                              | Резултат   |
| ------ | ------------------------- | ---------------------------------------------------------------- | ----------------------------------- | ---------- |
| 2012   | Young Artist Awards       | Best Performance in a Feature Film – Young Actress Ten and Under | Spy Kids: All the Time in the World | Номинирана |
| 2014   | Teen Choice Awards        | Choice Summer TV Show                                            | Girl Meets World                    | Номинирана |
| 2015   | Teen Choice Awards        | Choice TV Show: Comedy                                           | Girl Meets World                    | Номинирана |
| 2015   | Creative Arts Emmy Awards | Outstanding Children's Program                                   | Girl Meets World                    | Номинирана |